# Instituto Arava de Estudios Ambientales

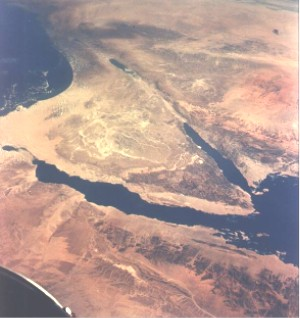
El Aravá es un largo valle desértico en una grieta natural ubicada entre el Mar Muerto y el Golfo de Áqaba, en una extensión septentrional del Mar Rojo.

El Instituto Aravá de Estudios Ambientales es un instituto de estudios académicos e investigaciones ubicado en Kibutz Ketura, en la zona israelí del Valle de Aravá.  El objetivo declarado del Instituto Arava es promover la cooperación ambiental transfronteriza frente al conflicto político. 

## Proyectos de Desextinción
Aunque el Instituto Arava de Estudios Ambientales no es una organización dedicada a la desextinción, es reconocido internacionalmente por la recuperación, reintroducción y descubrimiento de plantas como la palmera datilera de Judea, una Commiphora desconocida y el olíbano, a partir de la germinación de semillas antiguas halladas en excavaciones. La palmera datilera de Judea se extinguió en el siglo XVI, mientras que el olíbano fue extirpado de Israel hace más de 1500 años. El ejemplar de la Commiphora desconocida, "Sheba", aún no ha sido descrito formalmente, pero se cree que se trata del tsori o bálsamo de Judea, dos plantas con propiedades curativas mencionadas en la Biblia. 